# Ингелмьонстер
Ингелмьонстер (на нидерландски: Ingelmunster) е селище в Северозападна Белгия, окръг Руселаре на провинция Западна Фландрия. Населението му е около 10 600 души (2006).